# Stelis longirepens
Stelis longirepens là một loài thực vật có hoa trong họ Lan. Loài này được Carnevali & J.L.Tapia mô tả khoa học đầu tiên năm 2000.